# Bukachi
Bukachi (ucraniano: Букачі) es una localidad del Raión de Odesa en el óblast de Odesa del sur de Ucrania. Según el censo de 2001, tiene una población de 78 habitantes.